# 薄田斬雲

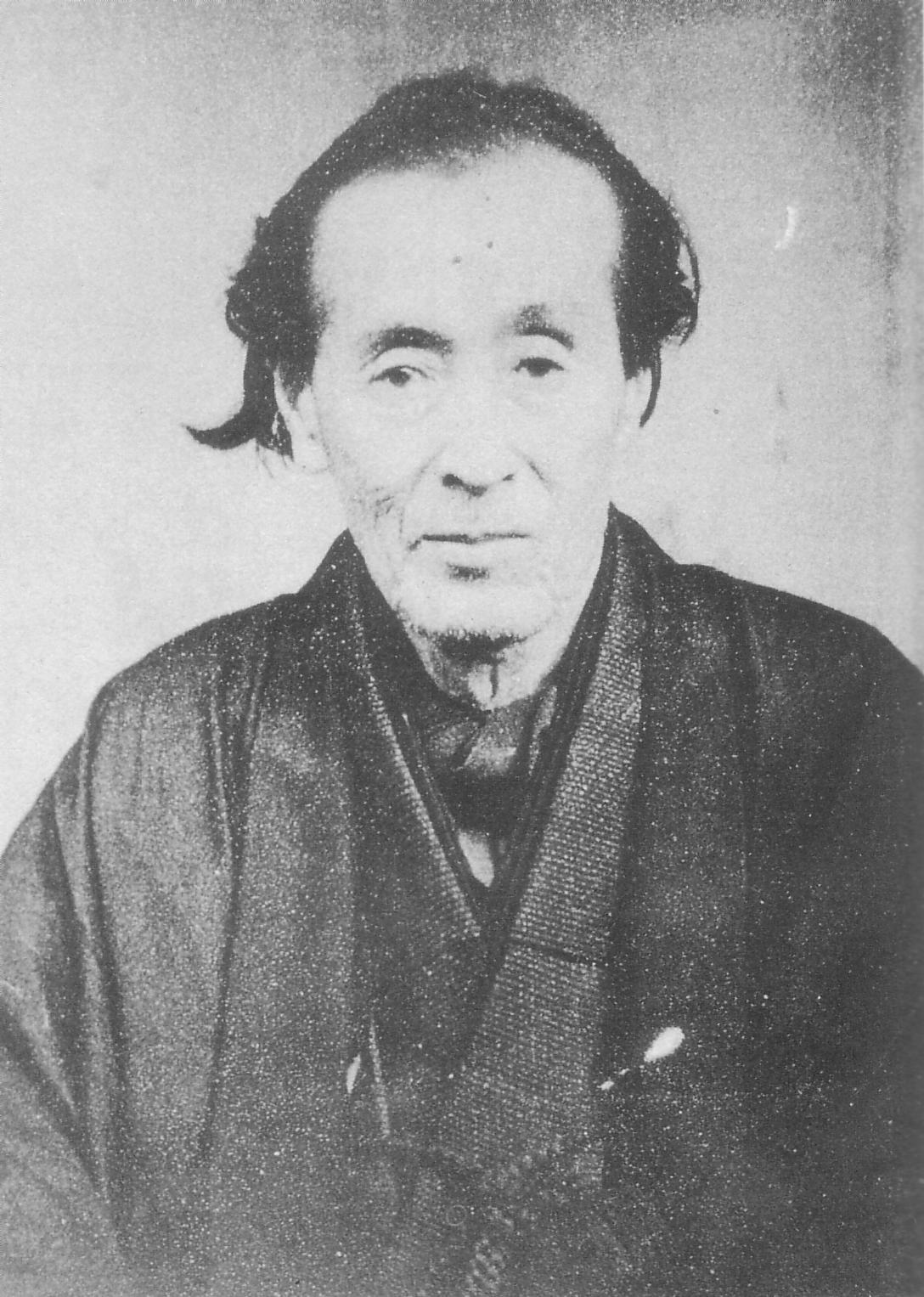
薄田斬雲

薄田 斬雲（うすだ ざんうん、「すすきた ざんうん」とも、1877年（明治10年）1月27日 - 1956年（昭和31年）3月27日）は、日本の小説家・ジャーナリスト。伝記作品を多く残した。本名は貞敬。

## 経歴
青森県弘前町蔵主町（現・弘前市）出身。1895年（明治28年）青森県尋常中学校を経て、1899年（明治32年）に東京専門学校（現・早稲田大学）文学科選科を卒業。京成日報記者を経て早稲田大学出版部編集委員となる。1917年（大正6年）には衆議院議員野田卯太郎、頭山満、子爵で法学博士の田尻稲次郎らの組織した大民団(大民倶楽部）に加わり山田三七郎とともに運営本部の任にあたった。
作家としては、デビュー当初は自然主義の影響下にある小説・戯曲・随筆などを発表していたが、徐々に関心のメインは伝記などへ移っていった。代表作として、中学時代からの友人でもあった柔道家・前田光世（コンデ・コマ）の世界武者修行の様子を描いた『世界横行柔道武者修業』などがある。
また、アントン・チェーホフの『黒衣の僧』や、ヘンリー・レヴェレージのミステリ小説『囁く電線』（原題:The Whispering Wires）などの翻訳も行っていた他、押川春浪の代筆なども行っている。

## 著書

### 単著
- 『片雲集』敬文社、1906年8月。NDLJP:889260。
- 『ヨボ記』日韓書房、1908年6月。
- 『暗黒なる朝鮮』日韓書房・同文館、1908年10月。
- 『吉野時代』早稲田大学出版部〈国民の日本史 第6編〉、1922年12月。NDLJP:969926。
- 『室町時代』早稲田大学出版部〈国民の日本史 第7編〉、1923年1月。NDLJP:969927。
- 『随筆集 愛児の霊に』聚芳閣、1924年7月。NDLJP:1021487。
- 『古代雄邦 ペルシア』聚芳閣〈少年世界史談叢書 1〉、1925年6月。
  - 『古代雄邦 ペルシア』（第3版）聚芳閣〈少年世界史談叢書 1〉、1925年6月。NDLJP:1169265。
- 『ローマの世界統一』聚芳閣〈世界史談叢書 第3編〉、1925年10月。NDLJP:1169278。
  - 『ローマの世界統一』（第3版）聚芳閣〈世界史談叢書 第3編〉、1925年10月。NDLJP:1019040。
- 『豪侠画人 野沢如洋』如洋会、1930年8月。NDLJP:1189493。
- 『頭山満翁一代記』岡倉書房、1938年12月。NDLJP:1207673。
- 『高田半峰片影』早稲田大学出版部、1940年10月。
- 『人間東湖先生』照文閣、1942年10月。NDLJP:1043477。
- 『日本柔道魂 前田光世の世界制覇』鶴書房、1943年6月。
- 『希望の弘前 東北文化中心学都』弘前協同印刷会社出版部、1950年12月。

### 編集
- 『天下之記者 一名・山田一郎君言行録』実業之日本社、1906年5月。NDLJP:782115。
  - 『天下之記者 一名・山田一郎君言行録 伝記・山田一郎』大空社〈伝記叢書 113〉、1993年6月。ISBN 9784872364125。
- 前田光世通信『世界横行 柔道武者修業』博文館、1912年5月。NDLJP:860058。
- 前田光世通信『世界横行 第二 新柔道武者修業』博文館、1912年12月。NDLJP:946155。
- 『明治太平記』 上、早稲田大学出版部〈通俗日本全史 第18巻〉、1913年10月。
- 『明治太平記』 下、早稲田大学出版部〈通俗日本全史 第19巻〉、1913年11月。
- 『東方列国史』早稲田大学出版部〈通俗世界全史 第1巻 上古史 第1〉、1915年12月。
- 『希臘史』 上、早稲田大学出版部〈通俗世界全史 第2巻 上古史 第2〉、1916年2月。
- 『希臘史』 下、早稲田大学出版部〈通俗世界全史 第3巻 上古史 第3〉、1916年5月。
- 『羅馬史』 上、早稲田大学出版部〈通俗世界全史 第4巻 上古史 第4〉、1916年7月。
- 『羅馬史』 下、早稲田大学出版部〈通俗世界全史 第5巻 上古史 第5〉、1916年11月。
- 『十五世紀史』早稲田大学出版部〈通俗世界全史 第9巻 近代史 第1〉、1916年8月。
- 『十六世紀史』早稲田大学出版部〈通俗世界全史 第10巻 近代史 第2〉、1916年9月。
- 『現代之大戦史』 上、早稲田大学出版部〈通俗世界全史 第19巻 続編〉、1918年10月。
- 『現代之大戦史』 下、早稲田大学出版部〈通俗世界全史 第20巻 続編〉、1919年1月。
- 高田早苗『半峰昔ばなし』早稲田大学出版部、1927年10月。
  - 高田早苗『半峰昔ばなし』日本図書センター〈明治大正文学回想集成 6〉、1983年4月。ISBN 9784820563181。
- 『我輩はムッソリーニである』忠誠堂、1928年2月。
- 『昆田文次郎君の生涯』後昆会、1929年1月。
  - 『昆田文次郎君の生涯 伝記・昆田文次郎』大空社〈伝記叢書 264〉、1997年9月。ISBN 9784756804754。
- 『熱海漫談』富士書房、1929年10月。NDLJP:1192115。
  - 『坪内逍遥・高田半峰・市島春城 熱海を語る』（第3版）聚楽、1936年10月。NDLJP:1192115。
- 『頭山満翁の真面目』平凡社、1932年6月。NDLJP:1176203。
- 『中野武営翁の七十年』中野武営伝記編纂会、1934年11月。
- 頭山満『頭山満直話集』書肆心水、2007年1月。ISBN 9784902854251。

### 翻訳
- フレデリック・ステーナー『日本の侵略』大日本文明協会事務所、1920年3月。
- G.T.W.パトリック『弛緩心理論』大日本文明協会事務所、1923年11月。
- ベネデット・クローチェ『現世訓』文明協会、1927年1月。

### 共著
- 薄田斬雲、鳥越静岐『朝鮮漫画』日韓書房、1909年1月。
  - 朝鮮総督府編、薄田斬雲・鳥越静岐共著『朝鮮に於ける支那人／朝鮮漫画』（復刻版）龍溪書舎〈韓国併合史研究資料 18〉、1996年11月。ISBN 9784844764564。